# Frode Andresen
Frode Andresen (n. 9 septembrie 1973, Rotterdam, Țările de Jos) este un biatlonist ce a reprezentat Norvegia, medaliat olimpic. A participat la 3 ediții ale Jocurilor Olimpice (1998, 2002, 2006) în care a câștigat o medalie de aur, o medalie de argint și o medalie de bronz.